# Ellingsrud
Ellingsrud jest dzielnicą gminy Alna znajdującą się w północno-wschodniej części norweskiej stolicy Oslo. Obejmuje poddzielnice: Ellingsrudåsen, Bakas, Fjeldstad, Karihaugen, Munkebekken i mała powierzchnię Kaiekroken, które znajduje się daleko na wschodzie w pobliżu Furuset i Lindeberg.
Dzielnica zamieszkała jest przez około 7 tys. mieszkańców. Jest położona na północ od rekreacyjnych obszarów lasów Østmarka. Większość zabudowań powstało na tym obszarze w latach '70 XX wieku, kiedy to wybudowano 2 szkoły podstawowe oraz jedno gimnazjum. W 1981 r. wybudowano lokalny kościół oraz stację metra stołecznego, Ellingsrudåsen. Na terenie Ellingsrud znajduje się ponadto szereg obiektów sportowych.